# Danai Gurira
Danai Jekesai Gurira (/dəˈnaɪ ɡʊˈrɪərə/; sinh ngày 14 tháng 2 năm 1978) là một diễn viên người Mỹ gốc Zimbabwe.

## Thời thơ ấu
Gurira sinh ra ở Grinnell, Iowa. Mẹ cô là bà Josephine Gurira, làm nghề thủ thư trong trường đại học, cha cô là ông Roger Gurira, giảng viên khoa Hóa học của Đại học Grinnell. Cha mẹ cô di cư từ Zimbabwe sang Mỹ năm 1964. Trên cô có một anh trai tên Tare và hai chị gái tên Shingai và Choni. Gia đình cô sống tại Grinnell tới tháng 12 năm 1983, sau đó chuyển lại về thủ đô Harare, Zimbabwe, khi đất nước này giành độc lập.
Nữ diễn viên học trường Trung học Dominican Convent tại Harare. Sau đó, cô quay trở lại Mỹ để theo học bằng Cử nhân khoa tâm lý, Đại học Macalester, thành phố Saint Paul, Minnesota. Gurira cũng có bằng diễn xuất của trường Sân khấu Tisch, Đại học New York.

## Sự nghiệp
Gurira từng theo học diễn xuất ở Liberia, Zimbabwe và Cộng hòa Nam Phi.

## Đời tư
Gurira theo đạo Kitô giáo. Cô có thể nói bốn thứ tiếng là Pháp, Shona, Xhosa và tiếng Anh.

## Danh sách phim

### Điện ảnh
| Năm  | Phim                                         | Vai                     | Ghi chú       |
| ---- | -------------------------------------------- | ----------------------- | ------------- |
| 2007 | The Visitor                                  | Zainab                  |               |
| 2008 | Ghost Town                                   | Ma                      |               |
| 2010 | 3 Backyards                                  |                         |               |
| 2010 | My Soul to Take                              | Jeanne-Baptiste         |               |
| 2011 | Restless City                                | Sisi                    |               |
| 2013 | Mother of George                             | Adenike Olumide Balogun |               |
| 2015 | Tinker Bell and the Legend of the NeverBeast | Fury                    | Lồng tiếng    |
| 2017 | All Eyez on Me                               | Afeni Shakur            | [ 11 ] [ 12 ] |
| 2018 | Black Panther                                | Okoye                   |               |
| 2018 | Avengers: Cuộc chiến vô cực                  | Okoye                   |               |
| 2019 | Avengers: Endgame                            | Okoye                   |               |
| 2022 | Black Panther: Wakanda Forever               | Okoye                   |               |

### Truyền hình
| Năm       | Phim                           | Vai                   | Ghi chú                                                           |
| --------- | ------------------------------ | --------------------- | ----------------------------------------------------------------- |
| 2004      | Law & Order: Criminal Intent   | Marei Rosa Rumbidzai  | Tập: "Inert Dwarf"                                                |
| 2009      | Life on Mars (US)              | Angela                | Tập: "The Simple Secret of the Note in Us All"                    |
| 2009      | Law & Order                    | Courtney Owens        | Tập: "Fed"                                                        |
| 2010      | American Experience            | Sarah Steward         | Tập: "Dolley Madison"                                             |
| 2010      | Lie to Me                      | Michelle Russo        | Tập: "Exposed"                                                    |
| 2010–2011 | Treme                          | Jill                  | 6 tập                                                             |
| 2012–2020 | The Walking Dead               | Michonne              | 71 tập                                                            |
| 2017      | Robot Chicken                  | Michonne (lồng tiếng) | Tập: "The Robot Chicken Walking Dead Special: Look Who’s Walking" |
| 2021      | What If...?                    | Okoye (lồng tiếng)    | 3 tập                                                             |
| 2023      | Untitled Walking Dead Spin off | Michonne Hawthorne    | Vai chính ; nhà điều hành sản xuất đồng sáng tạo                  |
| TBA       | Untitled Wakanda Project       | Okoye                 | Trước sản xuất; mini sê ri sắp chiếu tại Disney+                  |

## Giải thưởng và đề cử
| Năm  | Giải thưởng                                   | Thể loại                                              | Đề cử                  | Kết quả   | Tham khảo         |
| ---- | --------------------------------------------- | ----------------------------------------------------- | ---------------------- | --------- | ----------------- |
| 2006 | Obie Award                                    | Special Citation                                      | In the Continuum       | Đoạt giải | [ cần dẫn nguồn ] |
| 2006 | Outer Critics Circle Awards                   | Outstanding Off-Broadway Play                         | In the Continuum       | Đề cử     | [ 13 ]            |
| 2006 | Outer Critics Circle Awards                   | John Gassner Memorial Playwriting Award               | In the Continuum       | Đoạt giải | [ 13 ]            |
| 2007 | Helen Hayes Awards                            | Nữ diễn viên chính xuất sắc                           | In the Continuum       | Đoạt giải | [ 14 ]            |
| 2008 | Gotham Award                                  | Best Ensemble Cast                                    | The Visitor            | Đề cử     | [ 15 ]            |
| 2008 | Boston Society of Film Critics Award          | Best Cast                                             | The Visitor            | Đề cử     |                   |
| 2008 | Method Fest                                   | Nữ vai phụ xuất sắc                                   | The Visitor            | Đoạt giải | [ 16 ]            |
| 2012 | Satellite Award                               | Best Cast – Television Series                         | The Walking Dead       | Đoạt giải | [ 17 ]            |
| 2012 | Whiting Awards                                | Kịch bản trong Drama                                  | The Convert            | Đoạt giải |                   |
| 2013 | Los Angeles Drama Critics Circle Award        | Kịch bản xuất sắc                                     | The Convert            | Đoạt giải | [ 18 ]            |
| 2013 | Eyegore Awards                                | Best Ensemble Cast Award                              | The Walking Dead       | Đoạt giải | [ 19 ]            |
| 2013 | Chlotrudis Awards                             | Nữ diễn viên xuất sắc                                 | Mother of George       | Đề cử     | [ 20 ]            |
| 2014 | Black Reel Award                              | Nữ diễn viên xuất sắc                                 | Mother of George       | Đoạt giải | [ 21 ]            |
| 2014 | Black Reel Award                              | Best Breakthrough Performance                         | Mother of George       | Đề cử     | [ 22 ]            |
| 2014 | American Black Film Festival Hollywood Awards | Nữ diễn viên xuất sắc                                 | Mother of George       | Đề cử     | [ 23 ]            |
| 2016 | NAACP Image Award                             | Nữ vai phụ xuất chúng trong sê ri truyền hình         | The Walking Dead       | Đề cử     | [ 24 ]            |
| 2016 | Saturn Award                                  | Nữ vai phụ xuất sắc truyền hình                       | The Walking Dead       | Đoạt giải | [ 25 ]            |
| 2016 | Tony Award                                    | Best Play                                             | Eclipsed               | Đề cử     | [ 26 ]            |
| 2016 | Lilly Awards                                  | Kịch bản xuất sắc                                     | Eclipsed               | Đoạt giải | [ 27 ]            |
| 2016 | Drama Desk Award                              | Sam Norkin Award                                      | Eclipsed               | Đoạt giải | [ 28 ]            |
| 2016 | Lucille Lortel Awards                         | Outstanding Play                                      | Eclipsed               | Đề cử     | [ 29 ]            |
| 2016 | TCG Gala                                      | Honoree                                               | Eclipsed               | Đoạt giải | [ 30 ]            |
| 2016 | ImageNation Revolution Awards                 | Revolution Award for Artistic Excellence              | Eclipsed               | Đoạt giải | [ 31 ]            |
| 2016 | Outer Critics Circle Awards                   | Outstanding New Off-Broadway Play                     | Familiar               | Đề cử     |                   |
| 2016 | Black Girls Rock! Award                       | Star Power Celebrant                                  | Herself                | Đoạt giải | [ 32 ]            |
| 2017 | Saturn Awards                                 | Nữ vai phụ xuất sắc trong sê ri truyền hình           | The Walking Dead       | Đề cử     | [ 33 ]            |
| 2018 | Saturn Awards                                 | Nữ vai phụ xuất sắc                                   | Black Panther          | Đoạt giải | [ 34 ]            |
| 2018 | Saturn Awards                                 | Nữ vai phụ xuất sắc trong sê ri truyền hình           | The Walking Dead       | Đề cử     | [ 34 ]            |
| 2018 | MTV Movie Awards                              | Best On-Screen Team                                   | Black Panther          | Đề cử     |                   |
| 2018 | MTV Movie Awards                              | Cảnh đấu xuất sắc                                     | Avengers: Infinity War | Đề cử     |                   |
| 2018 | People's Choice Awards                        | The Action Movie Star of 2018                         | Black Panther          | Đoạt giải |                   |
| 2019 | Black Reel Award                              | Nữ vai phụ xuất chúng                                 | Black Panther          | Đề cử     | [ 35 ]            |
| 2019 | Screen Actors Guild Awards                    | Outstanding Performance by a Cast in a Motion Picture | Black Panther          | Đoạt giải | [ 36 ]            |
| 2019 | Saturn Awards                                 | Nữ vai phụ xuất sắc trong sê ri truyền hình           | The Walking Dead       | Đoạt giải | [ 37 ]            |